# Shinya Kato
Shinya Kato (加藤 慎也 Kato Shinya?), född 19 september 1980 i Ibaraki prefektur, är en japansk före detta fotbollsspelare.
Kato började sin karriär 1999 i Kashima Antlers. Efter Kashima Antlers spelade han för JEF United Ichihara, Yokohama F. Marinos, Kashiwa Reysol, Ehime FC, Ventforet Kofu och AC Nagano Parceiro. Han avslutade karriären 2011.